# Спиридонов, Моисей Спиридонович
Моисей Спиридонович Спиридонов (24 августа 1890, село Яншихово-Норваши, Казанская губерния — 31 марта 1981, Чебоксары) — советский художник, один из основоположников чувашского профессионального изобразительного искусства.

## Биография

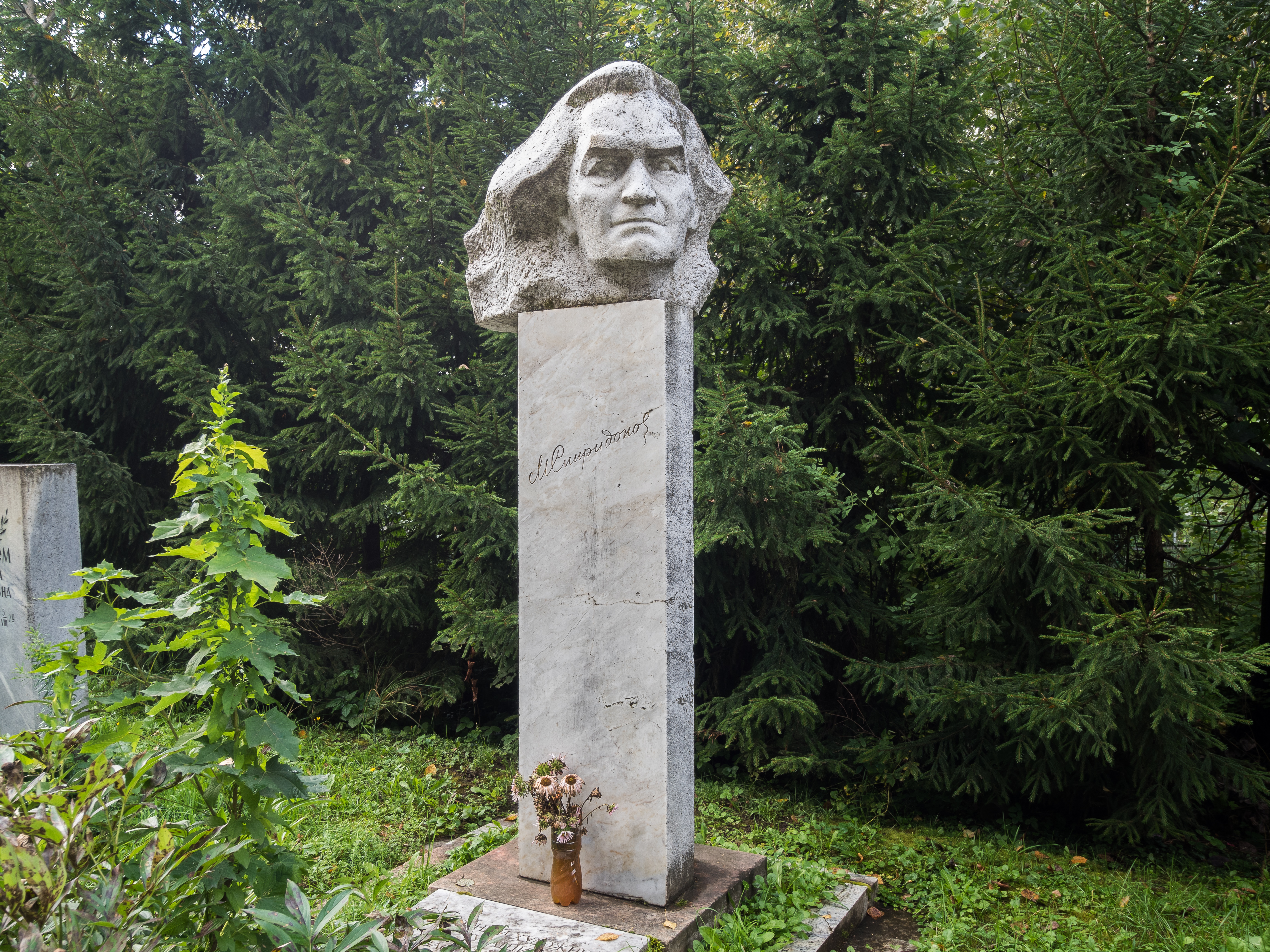
Могила М. С. Спиридонова в Чебоксарах

Моисей Спиридонов родился 24 августа 1890 года в селе Яншихово-Норваши Ядринского уезда Казанской губернии в крестьянской семье. Чуваш. Отец — Спиридон Лаврентьевич Лаврентьев, мать — Варвара Александровна Лаврентьева.
В 1899—1905 годах учится в сельской двухклассной школе в Яншихово-Норвашах.
Экзаменовался для поступления в Цивильское городское училище, в Казанскую учительскую семинарию.
В 1905—1906 годы брал уроки в частной подготовительной школе К. Н. Баратынской под Казанью, в имении близ села Шушары.
До 1912 года учился в Казанской художественной школе; готовил декорации к спектаклям в оперном театре Казани, выполнял росписи в частных домах, писал первые картины на темы жизни чувашской деревни.
Окончив школу по первой категории, получил право поступить в Академию художеств в Петербурге вне конкурса.
В 1912—1918 годы учился в Высшем художественном училище Академии художеств в Петербурге-Петрограде у профессоров Г. Р. Залемана, И. И. Творожникова, Я. Ф. Ционглинского, А. В. Маковского, Н. С. Самокиша.
В 1913—1915 годах занимался на Высших педагогических курсах при Петербургской Академии художеств у А. В. Маковского. В это же время работал учителем рисования гимназий и других школ в Петрограде.
В 1918 году вернулся в Яншихово-Норваши, занимался хозяйством. Работал на Педагогических курсах в г. Шихране (Канаше). Обращался в правительство Чувашской Коммуны с предложением об устройстве художественной жизни родного народа.
В 1920—1926 годы руководит секцией изобразительного искусства в подотделе искусств Чувашского областного комитета народного образования.
В 1926—1932 годы — председатель Чувашского филиала Ассоциации художников революционной России.
В 1927 году провёл первую выставку произведений чувашских художников в Чебоксарах, организовал экспозицию в Москве.
В 1921—1950 годы — заведующий Центральным Чувашским краеведческим музеем, сотрудник Чувашского научно-исследовательского института, директор Чувашской государственной художественной галереи.
В 1937—1955 годы — председатель правления Союза чувашских художников. Одновременно преподавал в Чебоксарском художественном училище (1940—1941, 1948—1954).
Избирался депутатом Верховного Совета Чувашской АССР.
Умер 31 марта 1981 года в Чебоксарах, похоронен на мемориальной аллее Первого городского кладбища.

## Награды и признание
- Заслуженный деятель искусств Чувашской АССР (1935)
- Заслуженный деятель искусств РСФСР (1940)
- орден Ленина (1950)
- орден Дружбы народов (22.08.1980)
- Народный художник Чувашской АССР (1960)
- Почётная Грамота Верховного Совета РСФСР (1960)